# Santiago (Rio Grande do Sul)
Santiago é um município brasileiro do estado do Rio Grande do Sul.
Localizado na região central do Rio Grande do Sul, Santiago é conhecida como a "Terra dos poetas ", devido a tradição literária, sendo berço de muitos poetas de renome nacional e internacional. Santiago, além disso, possui o Festival da música Crioula, por onde já passaram famosos cantores e compositores tradicionalistas. O Município é reconhecido pelo seu orgulho nas tradições Farroupilhas.

## História

### Povoamento da cidade
As referências sobre o local onde situa-se o Município de Santiago, datam desde a época em que ocorreu a ampliação das Missões do Paraguai, quando os Jesuítas, alcançando a margem oriental do rio Uruguai, fundaram povoações em territórios do Rio Grande do Sul, no século XVIII.
Com a introdução do gado em 1534 pelos Jesuítas, organizaram-se pequenos currais nas cercanias dos povoados. Para transportar o gado das grandes estâncias até as aldeias, distribuídas no Planalto Meridional, utilizavam-se os desfiladeiros em Santa Maria da Boca do Monte e de Santiago do Boqueirão.
Assim, a Coxilha Seca que se prolonga até as terras baixas de São Francisco de Assis e que começa na elevação das nascentes dos rios Itu e Curuçu - o chamado Boqueirão - era uma passagem natural do gado procedente das estâncias missioneiras.
Já em 1753, as partidas de demarcação, organizadas para dar cumprimento ao estabelecido pelo Tratado de Madri, foram impedidas de dar prosseguimento ao seu trabalho por uma barreira formada no posto avançado de São Tiago, da Estância de Santo Antônio, que pertencia ao povo de São Miguel.
Conta-se, também, que em 1756 foi erguida uma capela pelos padres jesuítas em homenagem ao Santo Apóstolo Tiago, decorrendo daí o nome do Município.
Em torno de 1860 iniciou o processo que acelerou modificações na paisagem humana das Missões. Funda-se a quatro léguas do povo de São Luís das Missões, uma colônia que assentou 350 alemães, 14 belgas, 5 franceses e 4 suíços.
O coronel José Maria Pereira de Campos foi encarregado de organizar a colônia de Ijuí que traria mais europeus à região.
Os Polacos começaram a chegar no final da década de 1890 do século passado, com o estabelecimento da Colônia Jaguari, estendendo-se até as localidades de Sanga da Areia e Ernesto Alves.
Em 1834, Arsène Isabelle, diplomata francês radicado em Montevidéu, em viagem pelas regiões missioneiras, refere-se à localidade de Boqueirão de Santiago, onde registra a existência de três ou quatro chácaras e estâncias, constatando a escassez de habitantes.
Se os alemães e os italianos foram predominantes no fluxo de imigração européia na região missioneira, elementos de outras nacionalidades também trouxeram sua valiosa contribuição, como suíços, belgas, poloneses e franceses. Em síntese, as colônias estabelecidas a partir de 1860 na região missioneira proporcionaram diversificação de tipos humanos no Município de Santiago, como nos Municípios vizinhos, de procedência predominantemente européia.

### Origem do nome do município
Santiago foi um território habitado pelos marroquinos e se constituía numa parte da Estância Jesuítica de São Miguel. Era a Estância de São Tiago ou Santiago.
Foi construída no Município a Capela de São Tiago, que pertencia a essa Estância de São Miguel e que se situava, de acordo com pesquisas de historiadores, no local que é hoje a Fazenda da Forqueta, de propriedade da sucessão de Dona Joaquina Lopes, a 15 km da cidade.
Neste local, até 1930 podia-se constatar a existência de paredes de pedras. Em 1756, houve a Guerra Guaranítica, em que faleceu Sepé Tiaraju em 07 de fevereiro do mesmo ano, no local conhecido como Sanga da Bica no centro do município gaúcho de São Gabriel. No dia 10 fevereiro, ocorreu a batalha do Caiboaté  no interior do Município de São Gabriel onde foram mortos cercade 1.500 índios pelos exércitos coligados de Espanha e Portugal. Após a chacina que ocorreu lá, os índios cotinuaram apresentando resistência até o domínio completo dos 7 povos missioneiros pelos exércitos espanhol e portugues para fazer cumprir o Tratado de Madri, origem da Guerra Guaranítica.

## Geografia
Localiza-se a uma latitude 29º11'30" sul e a uma longitude 54º52'02" oeste, estando a uma altitude de 409 metros.
Possui uma área de 2.413,075 km², e sua população em 2016 era de 49.071 habitantes, segundo o IBGE.

### Clima
Segundo dados do Instituto Nacional de Meteorologia (INMET), a menor temperatura registrada na cidade foi −3 °C no dia 24 de julho de 2009,  a maior atingiu 40,9 °C em 20 de janeiro de 2022 entre às 15 e 16h .  
Maior temperatura de um inverno: 33,3 ºC dia 19 de Agosto.   
O maior acumulado de precipitação em 24 horas foi de 151,2 milímetros (mm) em 12 de maio de 2020. Que ocorreu entre 01h às 19h.
A menor chuva em 11 anos que se tem registros( 2009- 2021)  foi em maio de 2010, sendo que na estação do Inmet, não marcou registro de chuvas..
Ano mais chuvoso 2017:2.428,4mm 
Ano menos chuvoso 2011:1.339,8mm  
A maior chuva registrada foi em novembro de 2009 naquele mês deu 593 mm. 
Estação mais chuvosa em 13 anos ( desde 2009 até 2024 : Primavera 
Estação menos chuvosa em 13 anos ( desde 2009 até 2023 :Inverno 
A maior velocidade do vento: Foi às 21h do dia 28 de  Dezembro de 2013 com rajadas que alcançaram os 153 km/k..           

## Subdivisões

### Distritos
| Distrito      | População |
| ------------- | --------- |
| Carovi        | 2198      |
| Ernesto Alves | 1211      |
| Florida       | 1564      |
| Santiago      | 46448     |
| Tupantuba     | 717       |

## Educação
Santiago possui um campus da Universidade Regional Integrada do Alto Uruguai e das Missões (URI) e quatro polos universitários da modalidade EAD/Conectado: Universidade Luterana do Brasil (ULBRA), Universidade do Norte do Paraná (UNOPAR) e Universidade Internacional de Curitiba (UNINTER) e o Sistema Educacional Galileu (SEG). Possui ainda, uma unidade da Rede de Ensino Luiz Flávio Gomes, especializada em cursos preparatórios para concursos públicos, exame da OAB, pós-graduação, entre outros.
A taxa de escolarização de 6 a 14 anos de idade é de 98,9% de acordo com o censo de 2010.

## Literatura
Santiago é conhecida como "Terra dos poetas" pela tradição literária e berço de diversos escritores, como Antonio Carlos Machado, Aureliano de Figueiredo Pinto, Caio Fernando Abreu, José Santiago Naud, Manuel do Carmo, Oracy Dornelles, Ramiro Frota Barcelos, Sílvio Duncan, Túlio Piva, Zeca Blau, e Nicolas Wolf entre outros.

## Saúde
A mortalidade infantil é de 10,98 óbitos por mil nascidos vivos, de acordo com o censo de 2014.
Possui 25 estabelecimentos de Saúde SUS, de acordo com o censo de 2009.

## Esportes
Santiago é sede do Esporte clube Cruzeiro, o popular "Cruzeirinho de Santiago", tendo revelado o jogador pentacampeão do mundo pela Seleção Brasileira, Ânderson Polga, que também atuou pelo Grêmio, Sporting e Corinthians. Outro jogador oriundo da cidade é Adaílton Martins Bolzan, que disputou a Copa do Mundo Sub-20 de 1997 pela Seleção Brasileira Sub-20, e foi o artilheiro da competição. Após esse feito foi imediatamente vendido para o Parma da Itália e desde então jogou apenas por equipes europeias, entre elas Paris Saint-Germain, Hellas Verona, Genoa e Bologna, FC Vaslui, até sua volta para o Brasil, onde jogou no Juventude, clube onde se aposentou.
A cidade também sedia o Torneio Internacional de Futebol Juvenil Romeu Goulart Jacques, hoje conhecida como Copa Santiago de Futebol Juvenil,  que é uma competição internacional de futebol Sub-17. Disputada desde 1989, foi reconhecida pela CBF, em 1993, e pela FIFA, no ano seguinte.
Santiago tem forte tradição no futsal gaúcho, ao longo dos anos diversas equipes participaram das competições oficias da Federação Gaúcha de Futebol de Salão. 